# Надареност
Надареност је свеукупна натпросечна способност за решавање појединих проблема који поседује одређена личност. У односу на друге, надарена особа брже, лакше и боље решава поједине сложене проблеме што је чини изнадпросечном.
Талент је натпросечно развијена специфична способност која омогућава брзо и лако стицање неке вештине, као и високо постигнуће успеха на одређеном пољу.